# Foro Romano
El Foro Romano, también conocido por su nombre en latín, Forum Romanum, es un foro rectangular situado en el centro de la ciudad de Roma y rodeado por las ruinas de varios edificios antiguos. Los ciudadanos de la ciudad antigua se referían a este espacio, que originalmente era un mercado, como el Forum Magnum, o simplemente como el Forum.
Durante siglos, el Foro fue el centro de la vida diaria de Roma: lugar de celebración de procesiones triunfales y elecciones; escenario de discursos públicos, juicios penales y combates de gladiadores; y núcleo de los asuntos comerciales. Aquí numerosas estatuas y monumentos conmemoraban a los líderes de la ciudad. Corazón de la antigua Roma, ha sido descrito como el lugar de reunión más célebre del mundo y de la historia. Situado en un pequeño valle entre el monte Palatino y la colina Capitolina, actualmente el Foro es una extensa ruina compuesta por fragmentos arquitectónicos y excavaciones arqueológicas intermitentes que atrae a más de 4.5 millones de visitantes al año.
Buena parte de las estructuras más importantes de la ciudad antigua estaban situadas en el Foro o cerca de él. Los primeros santuarios y templos de la Monarquía romana estaban ubicados en su extremo sureste. Entre estos se encontraban la antigua residencia real, la Regia (siglo viii a. C.), y el Templo de Vesta (siglo vii a. C.), así como la Casa de las Vestales, todos los cuales fueron reconstruidos después del nacimiento del Imperio romano.
Otros santuarios arcaicos situados al noroeste, como el Umbilicus urbis y el Volcanal (santuario de Vulcano), se transformaron en el Comitium, el espacio público de reunión de la República. Aquí fue donde empezó el Senado, así como el propio Gobierno republicano. Gradualmente se instalaron en la zona la Casa del Senado, oficinas gubernamentales, tribunales, templos, monumentos y estatuas.
Con el tiempo, el antiguo Comitium fue sustituido por el adyacente Foro, más grande, y el centro de la actividad judicial se trasladó a la nueva Basílica Emilia (179 a. C.). Unos ciento treinta años más tarde, Julio César construyó la Basílica Julia, junto con la nueva Curia Julia, reorientando tanto las oficinas judiciales como el propio Senado. Este nuevo Foro, en la que resultaría ser su forma definitiva, funcionaba entonces como una plaza revitalizada de la ciudad donde el pueblo de Roma podía reunirse por motivos comerciales, políticos, judiciales y religiosos en números cada vez mayores.
Eventualmente, muchas actividades económicas y judiciales se trasladarían del Foro Romano a las estructuras más grandes y extravagantes construidas al norte (el Foro de Trajano y la Basílica Ulpia). Durante el reinado de Constantino el Grande se construyó la última ampliación importante del complejo del Foro, la Basílica de Majencio (312 d. C.). Esto hizo que el centro político de Roma volviera al Foro hasta la caída del Imperio romano de Occidente, que se produjo casi dos siglos más tarde.

## Descripción

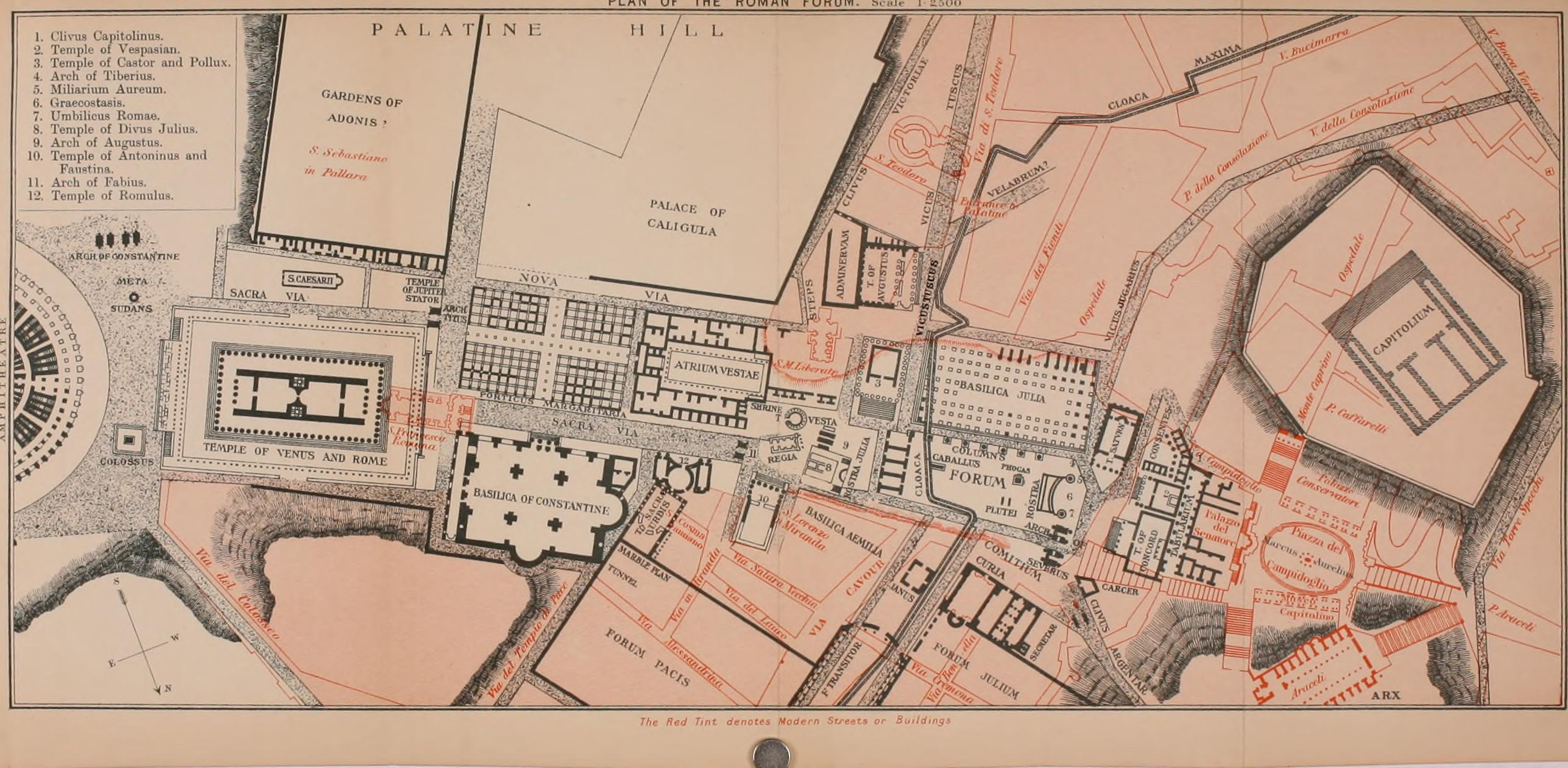
Planta del Foro Romano.

A diferencia de los foros imperiales posteriores de Roma —que se inspiraron conscientemente en la antigua plateia o plaza griega—, el Foro Romano se desarrolló gradual y orgánicamente a lo largo de muchos siglos. Esto fue así pese a los intentos, no sin cierto éxito, de imponer orden en él por parte de Sila, Julio César y Augusto, entre otros. En el periodo imperial, los grandes edificios públicos que rodeaban la plaza central la habían reducido a un rectángulo de unos 130 x 50 metros.
Su dimensión larga estaba orientada del noroeste al sureste y se extendía desde el pie de la colina Capitolina hasta el de la Velia. Durante el periodo imperial, las basílicas del Foro —la Basílica Emilia al norte y la Basílica Julia al sur— definían sus lados largos y su forma. El Foro propiamente dicho incluía esta plaza, los edificios que daban hacia ella y, a veces, una zona adicional (el Forum Adjectum) que se extendía hacia el sureste hasta el Arco de Tito.
Originalmente, el emplazamiento del Foro había sido un lago cenagoso donde drenaba el agua de las colinas de los alrededores. Este lago fue drenado por los Tarquinios con la construcción de la Cloaca Máxima. Debido a su ubicación, los sedimentos procedentes de las inundaciones del Tíber y de la erosión de las colinas han ido elevando el nivel del suelo del Foro durante siglos. Las secuencias excavadas de restos de pavimento demuestran que estos sedimentos ya estaban elevando el nivel del suelo a principios de la época republicana.
A medida que se elevaba el terreno alrededor de los edificios, los residentes simplemente pavimentaban sobre los restos que resultaba demasiado difícil eliminar. El pavimento definitivo de travertino del Foro, todavía visible, data del reinado de Augusto. Las excavaciones en el siglo xix revelaron la presencia de una capa encima de otra. El nivel más profundo excavado fue de 3.60 metros sobre el nivel del mar. Los hallazgos arqueológicos demuestran la existencia de actividad humana a ese nivel debido al descubrimiento de madera carbonizada.
Una función importante del Foro, tanto durante la época republicana como la imperial, era servir como lugar culminante de las procesiones militares conocidas como triunfos. Los generales victoriosos entraban en la ciudad al oeste por la Puerta Triunfal (Porta Triumphalis) y rodeaban el monte Palatino en el sentido contrario a las agujas del reloj antes de proceder desde la colina Velia hacia el Foro por la Vía Sacra. Desde aquí, emprendían la subida al Capitolio (Clivus Capitolinus) hasta alcanzar el Templo de Júpiter Óptimo Máximo en su cima. Luego se celebraban suntuosos banquetes públicos en el Foro. Además de la Vía Sacra, al Foro se accedía por varias caminos y calles con historia, como el Vicus Iugarius, el Vicus Tuscus, el Argiletum y la Via Nova.

## Historia

### Época prerromana
Los depósitos de cerámica descubiertos en el Foro, el Palatino y el Capitolio demostraron que los humanos ocuparon estas zonas a finales de la Edad del Bronce (1200–975 a. C.). A principios de la Edad del Hierro (siglo x a. C.), una parte del futuro Foro, cerca de la posterior ubicación del Templo de Antonino y Faustina, fue usada como cementerio, probablemente por las comunidades establecidas en el Palatino y el Capitolio. La mayor parte de los enterramientos eran cremaciones del mismo tipo que se encuentra en otros lugares del Lacio. La urna que contenía las cenizas del difunto era colocada dentro de una gran tinaja de barro, junto con un ajuar funerario, y enterrada en una cavidad excavada en el suelo, cubierta con una piedra. También había un pequeño número de enterramientos por inhumación. La evidencia actual indica que es probable que los enterramientos en el Foro cesaran a finales del siglo ix a. C. y que fue sustituido por la Necrópolis del Esquilino.
Los primeros hallazgos arqueológicos en los sitios de edificios públicos clave apuntan a que el Foro se transformó de cementerio en lugar público en el siglo viii a. C. Parte del Foro fue pavimentada. Los hallazgos más antiguos en el Comitium y el Volcanal eran ofrendas votivas, lo que indica que la zona estaba dedicada a la celebración de cultos religiosos.

### Monarquía romana

#### Tradición histórica romana

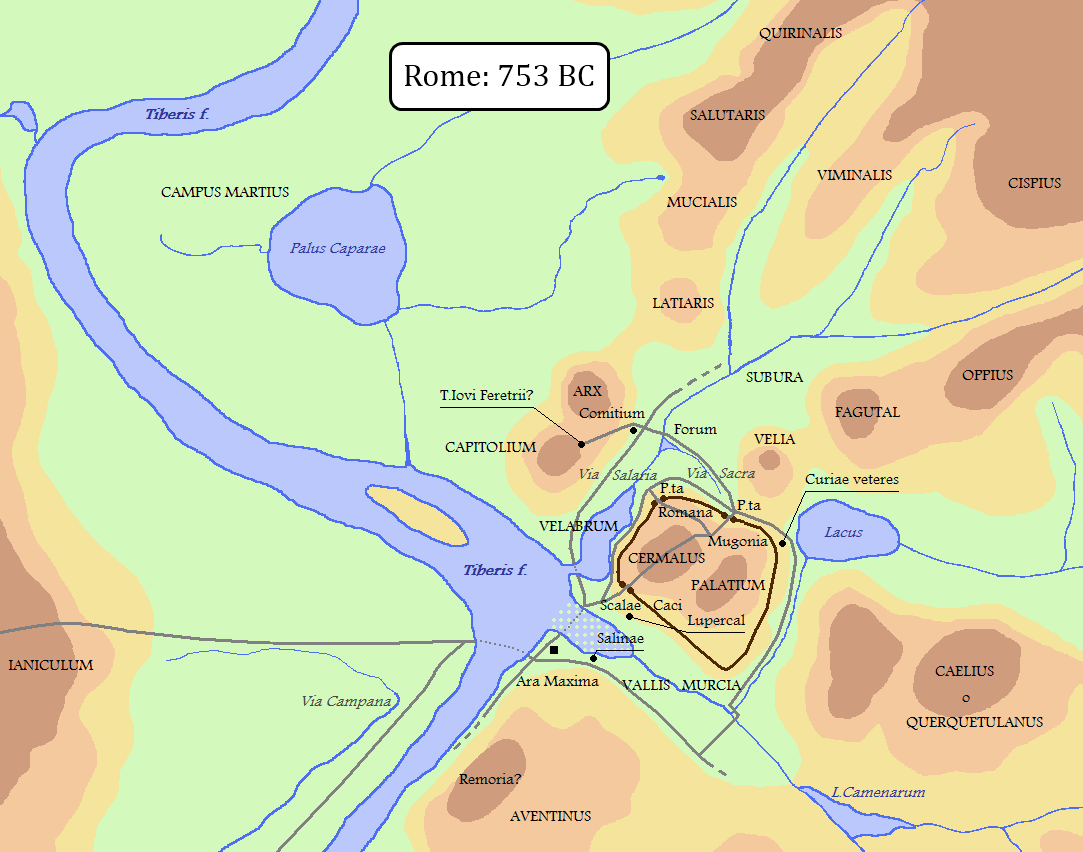
Un mapa especulativo de Roma en el 753 a. C. mostrando la situación pantanosa del Foro inicial entre el Arx y la colina Velia.

De acuerdo con la tradición histórica romana, los inicios del Foro están conectados con la alianza entre Rómulo, el primer rey de Roma que controló el monte Palatino, y su rival, Tito Tacio, que ocupaba la colina Capitolina. Una alianza formada después del combate había sido detenida por las oraciones y los llantos de las mujeres sabinas. Debido a que el valle se encontraba entre los dos asentamientos, era el lugar designado para que se encontraran los dos pueblos. Como la zona inicial del Foro contenía charcos de agua estancada, la zona más fácilmente accesible era la parte septentrional del valle, que fue designada como el Comitium. Fue en el Volcanal donde, de acuerdo con la tradición, los dos ejércitos depusieron sus armas y formaron una alianza.
El Foro estaba fuera de las murallas de la fortaleza original de los sabinos, a la que se entraba por la Porta Saturni. Estas murallas fueron destruidas en su mayor parte cuando se unieron las dos colinas. El Foro original funcionaba como un mercado al aire libre adyacente al Comitium, pero con el tiempo superó este papel. A medida que los discursos políticos, juicios civiles y otros asuntos públicos ocupaban más y más espacio en el Foro, empezaron a surgir otros foros por toda la ciudad para satisfacer necesidades específicas de la creciente población, como foros para el ganado, la carne de cerdo, las verduras y el vino, que se especializaron en sus productos de nicho y las deidades asociadas.
La tradición romana sostiene que el segundo rey de Roma, Numa Pompilio (r. 715–673 a. C.), empezó el culto de Vesta, construyendo su casa y su templo, así como la Regia, el primer palacio real de la ciudad. Posteriormente, Tulo Hostilio (r. 673–642 a. C.) cerró el Comitium alrededor del antiguo templo etrusco donde se reunía el Senado, en el lugar donde se produjo el conflicto de los sabinos. También convirtió ese templo en la Curia Hostilia, cerca de donde se reunía originalmente el Senado, en una antigua cabaña etrusca. En el 600 a. C., Tarquinio Prisco hizo que la zona fuera pavimentada por primera vez.

#### Evidencia arqueológica

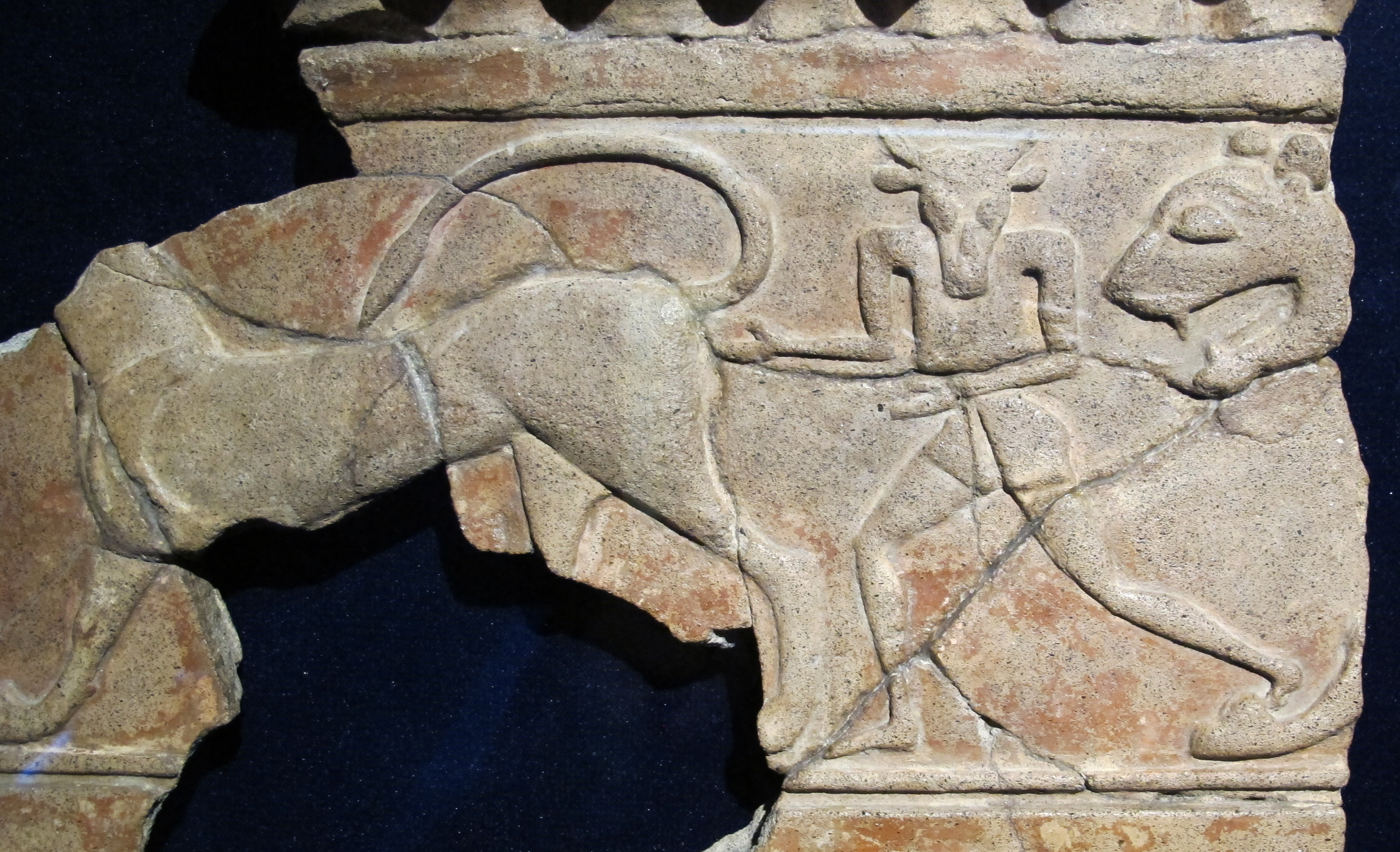
Fragmento de un friso de terracota procedente de la Regia, en el extremo este del Foro, mostrando un minotauro y felinos, ca. 600–550 a. C., Antiquarium Museo del Foro Romano.

Originalmente un humedal de baja altitud cubierto de hierba, el Foro fue drenado en el siglo vii a. C. con la construcción de las primeras estructuras de la Cloaca Máxima, un gran sistema de alcantarillas cubiertas que desembocaba en el Tíber, debido a que más personas empezaron a instalarse entre las dos colinas. La evidencia arqueológica muestra que hacia finales del siglo vii a. C. el nivel del suelo del Foro fue elevado significativamente en algunos puntos para solucionar los problemas del mal drenaje y proporcionar una base para una zona pavimentada con guijarros. A mediados del siglo vii a. C., se demolieron las cabañas de paja y madera que había en el recorrido de la Vía Sacra y se empezaron a construir edificios rectangulares de piedra para sustituirlas.
Las estructuras más antiguas en el Foro fueron descubiertas en dos ubicaciones diferentes: la zona del Comitium y el grupo de santuarios de la Regia, la Casa de las Vestales y la Domus Publica. En torno al 650–630 a. C., la zona del Comitium fue excavada para crear una profunda depresión triangular y pavimentada con tierra batida, que posteriormente fue sustituida por un pavimento más sustancial de grava. Cerca se encontraba un santuario arcaico dedicado a Vulcano conocido como Volcanal, con un pequeño pozo rectangular y una cuenca elíptica excavados en un afloramiento de toba. Se ha sugerido que los materiales más antiguos hallados en la zona del Volcanal datan de la segunda mitad del siglo viii a. C. Parece que los romanos eran conocedores de los orígenes arcaicos de estos lugares: la fundación del Comitium y el Volcanal se atribuían al propio Rómulo, mientras que la de la primera Curia (Casa del Senado), que se encontraba cerca, se atribuía a Tulo Hostilio.
En el extremo oeste del Foro, las excavaciones cerca de la Casa de las Vestales y el Templo de Vesta han sacado a la luz un importante grupo de edificios de siglo vii a. C. Los arqueólogos los han identificado como las primeras fases de la Regia, la Casa de las Vestales y la Domus Publica (la residencia oficial del pontífice máximo). Parece que se produjo una especie de intensificación en el desarrollo del Foro en el último cuarto del siglo vii a. C., dado que muchos de los cambios datan de entre el 625 y el 600 a. C. Arqueológicamente, hay una evidencia sustancial a favor del desarrollo del Foro en el siglo vi a. C.: se han encontrado partes del pavimento y el gran número de fragmentos de decoraciones en terracota sugiere que las estructuras que rodeaban el Foro eran cada vez más elaboradas y poseían una rica decoración.

### República romana

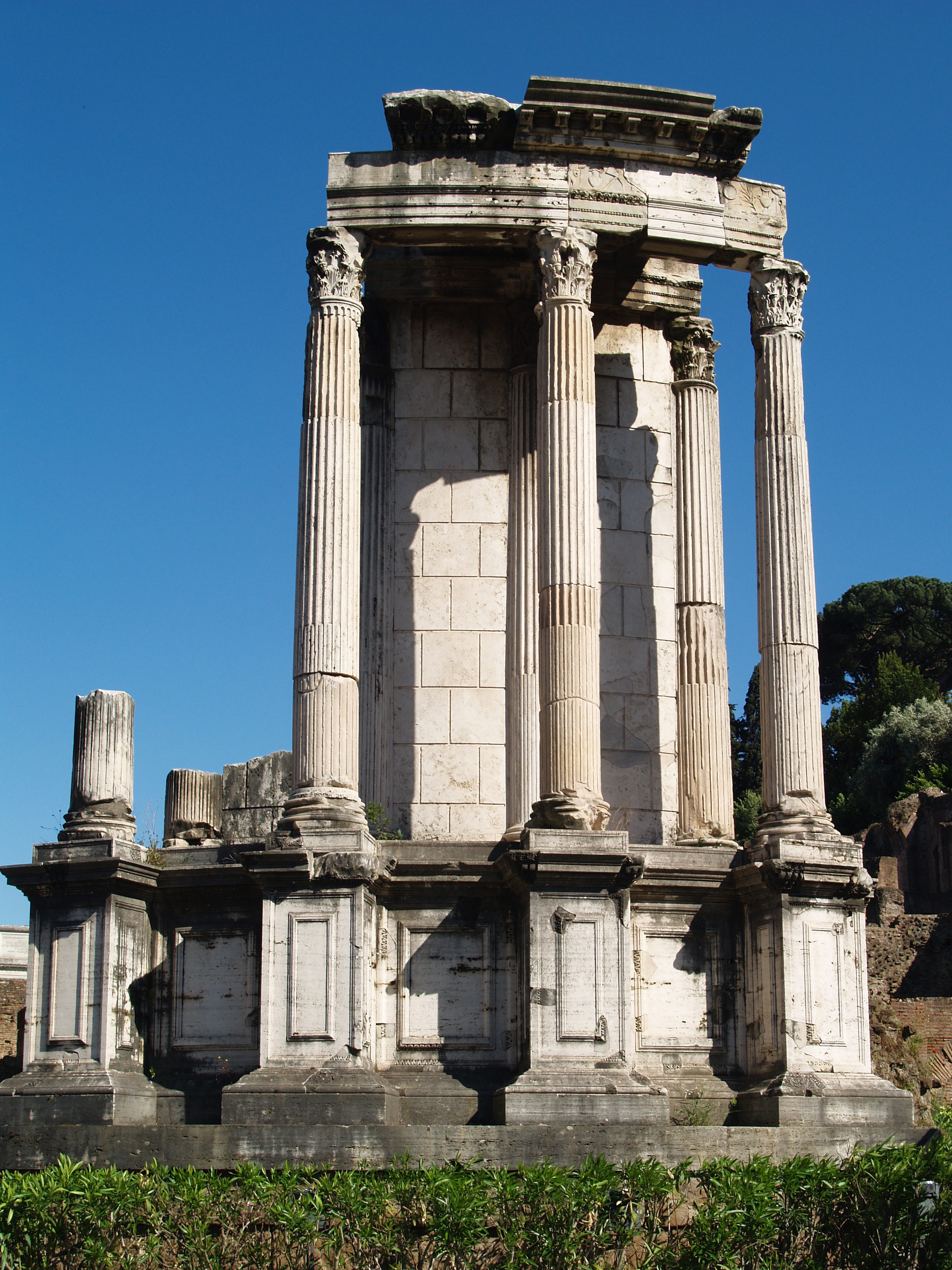
El Templo de Vesta.

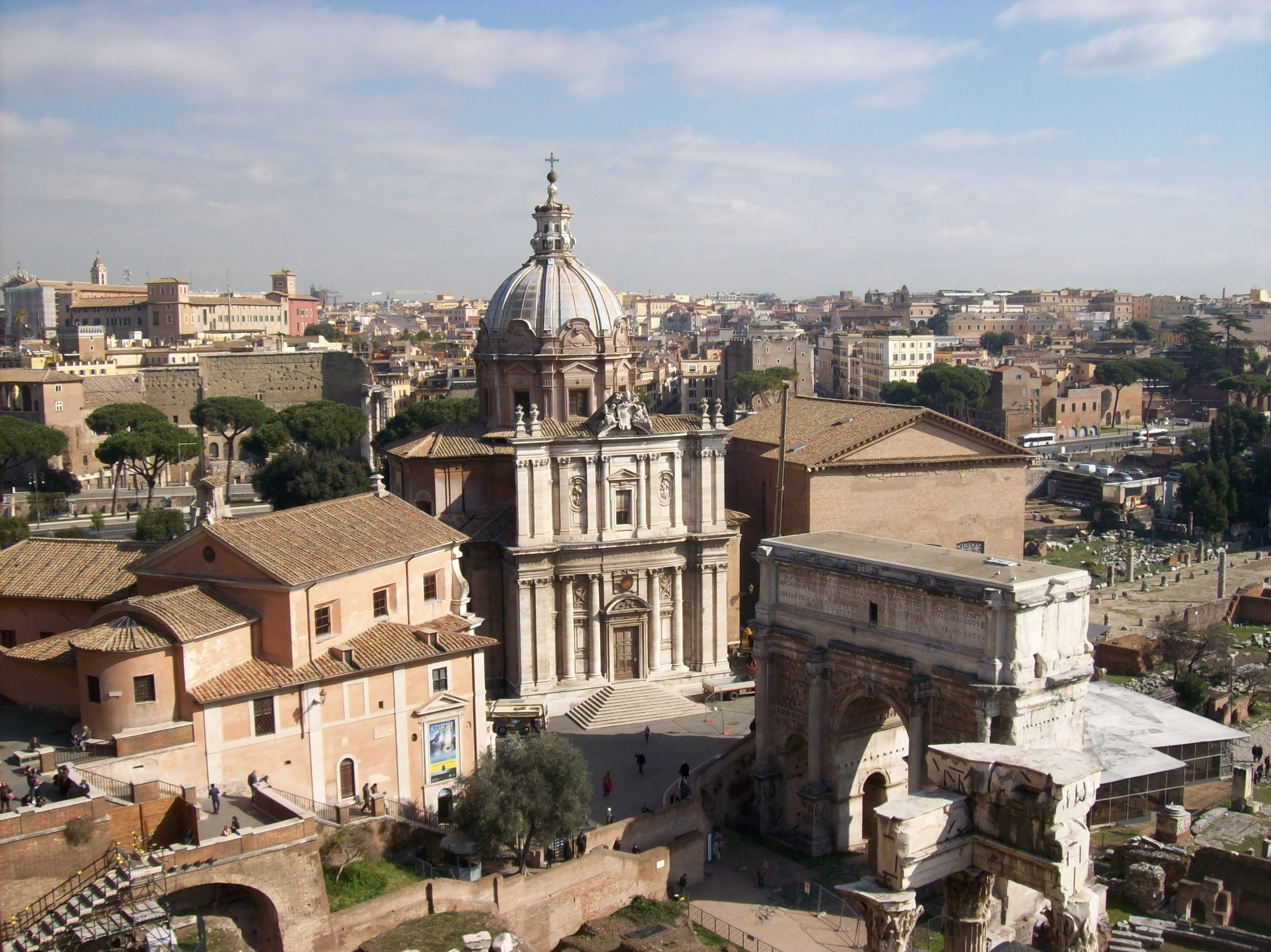
Vista del Foro Romano desde una ventana del Palazzo Senatorio: en el centro, la iglesia de San Lucas y Santa Martina; junto a ella, a la derecha, el techo de la Curia Julia; en la parte inferior derecha, el Arco de Septimio Severo.

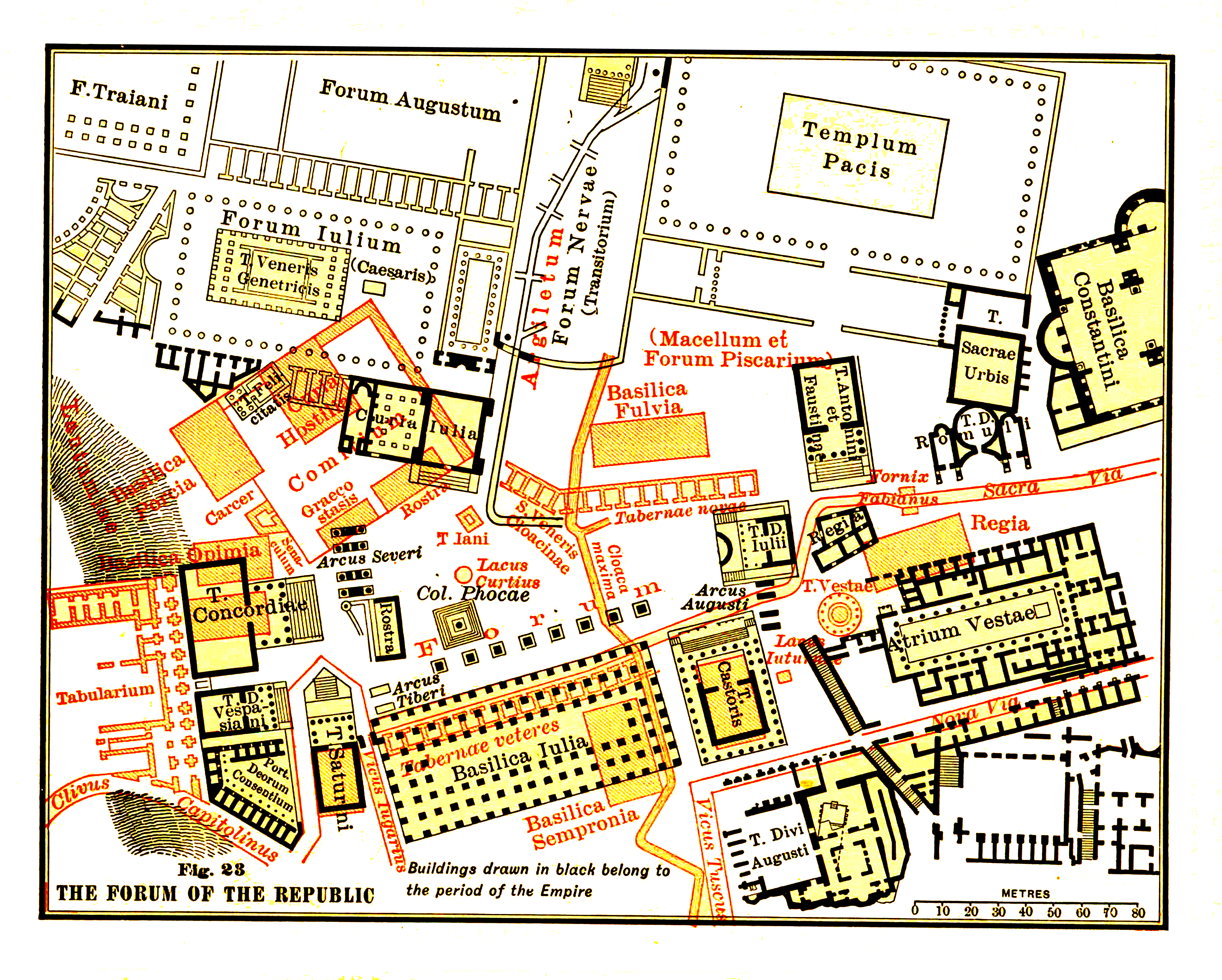
Mapa del Foro Romano procedente de Platner (1904), Topography and Monuments of Ancient Rome. Las estructuras de la época republicana están marcadas en rojo y las de la época imperial, en negro.

Durante la época republicana, el Comitium siguió siendo el centro de la vida política y judicial de la ciudad. Sin embargo, para crear un lugar de reunión más grande, el Senado empezó a ampliar el espacio abierto entre el Comitium y el Templo de Vesta comprando casas privadas existentes y demoliéndolas para su uso público. Los proyectos de construcción de varios cónsules repavimentaron y construyeron en el Comitium y la plaza central adyacente que se estaba convirtiendo en el Foro.
El siglo v a. C. fue testigo de la aparición de los primeros templos del foro con fechas de construcción conocidas: el Templo de Saturno (497 a. C.) y el Templo de Cástor y Pólux (484 a. C.). El Templo de la Concordia fue erigido en el siglo siguiente, probablemente por el militar y estadista Marco Furio Camilo. La antigua tradición de hablar desde la tribuna conocida como rostra —que originalmente estaba orientada al norte, hacia los políticos y las élites reunidos en la Casa del Senado— hacía que el orador diera la espalda a las personas reunidas en el Foro. Se dice que un tribuno llamado Cayo Licinio Estolón (cónsul en el 361 a. C.) fue el primero que dio la espalda a las élites y se dirigió hacia el Foro, un acto repetido simbólicamente dos siglos después por Cayo Sempronio Graco.
Esto empezó la tradición del locus popularis, en virtud de la cual se esperaba que incluso los jóvenes nobles se dirigieran al pueblo desde la rostra. A Graco, por tanto, se le atribuyó (o se le acusó) de alterar la mos maiorum («costumbre de los antepasados») de la antigua Roma. Como censor en el 318 a. C., Cayo Menio añadió balcones a los edificios de la zona del Foro, que fueron llamados maeniana en su honor, de manera que los espectadores pudieran ver mejor los juegos que se celebraban en los estadios temporales de madera que se instalaban allí. También se colocaron bancos para los tribunos en el Foro Romano. Inicialmente, se encontraban junto a la Casa del Senado; durante la época republicana tardía, fueron colocados delante de la Basílica Porcia.
Las primeras basílicas (grandes salas con varias naves) fueron introducidas en el Foro en el 184 a. C. por Catón el Viejo, que empezó así el proceso de «monumentalizar» el lugar. En el 179 a. C., se inauguró la Basílica Fulvia en el lado norte de la plaza del Foro. Sería reconstruida y renombrada varias veces, como Basilica Fulvia et Aemilia, Basilica Paulli y, finalmente, Basílica Emilia. Nueve años más tarde, se inauguró la Basílica Sempronia en el lado sur.
Muchas de las tradiciones del Comitium, como las asambleas populares, los funerales de los nobles y los juegos, se trasladaron al Foro a medida que este se desarrollaba. Especialmente notable fue el traslado de los comitia tributa, entonces el núcleo de la política popular, en el 145 a. C. En el 133 a. C., el tribuno de la plebe Tiberio Sempronio Graco fue linchado allí por un grupo de senadores.
En la década del 80 a. C., durante la dictadura de Sila, se hicieron obras importantes en el Foro, incluida la elevación del nivel de la plaza en casi un metro y la instalación de un pavimento permanente de mármol. Este nivel del pavimento se mantuvo más o menos intacto durante más de un milenio: al menos hasta el saqueo de Roma por parte de Roberto Guiscardo y los normandos en 1084, cuando finalmente el abandono permitió que se empezaran a acumular escombros sin cesar.
En el 78 a. C., se construyó el inmenso Tabulario en el extremo del Foro que da hacia la colina Capitolina por órdenes de los cónsules de ese año, Marco Emilio Lépido y Quinto Lutacio Cátulo. En el 63 a. C., Cicerón pronunció su famoso discurso denunciando a los compañeros del conspirador Catilina en el Foro —concretamente, en el Templo de la Concordia, cuyo espacioso vestíbulo era usado a veces por los senadores como lugar de reunión—. Después de ser sentenciados, fueron conducidos a la cercana Cárcel Mamertina, la única prisión estatal conocida de los antiguos romanos, donde fueron ejecutados.
Con el tiempo, el Comitium se perdió debido al continuo crecimiento de la Curia y a las remodelaciones realizadas por Julio César antes de su asesinato en el 44 a. C. Ese año, el Foro fue testigo de dos eventos, quizás los más famosos que sucedieron allí: la oración funeral de Marco Antonio por César (inmortalizada en la famosa obra de Shakespeare), que fue pronunciada desde la plataforma de oradores aún sin terminar conocida como nueva rostra, y la incineración pública del cuerpo de César, que se produjo en un lugar justo enfrente de la rostra, alrededor del cual su sobrino nieto y heredero Augusto construiría posteriormente el Templo de César. Casi dos años después, Marco Antonio aumentó la notoriedad de la rostra mostrando allí públicamente la cabeza y la mano derecha cortadas de su enemigo Cicerón.

### Imperio romano

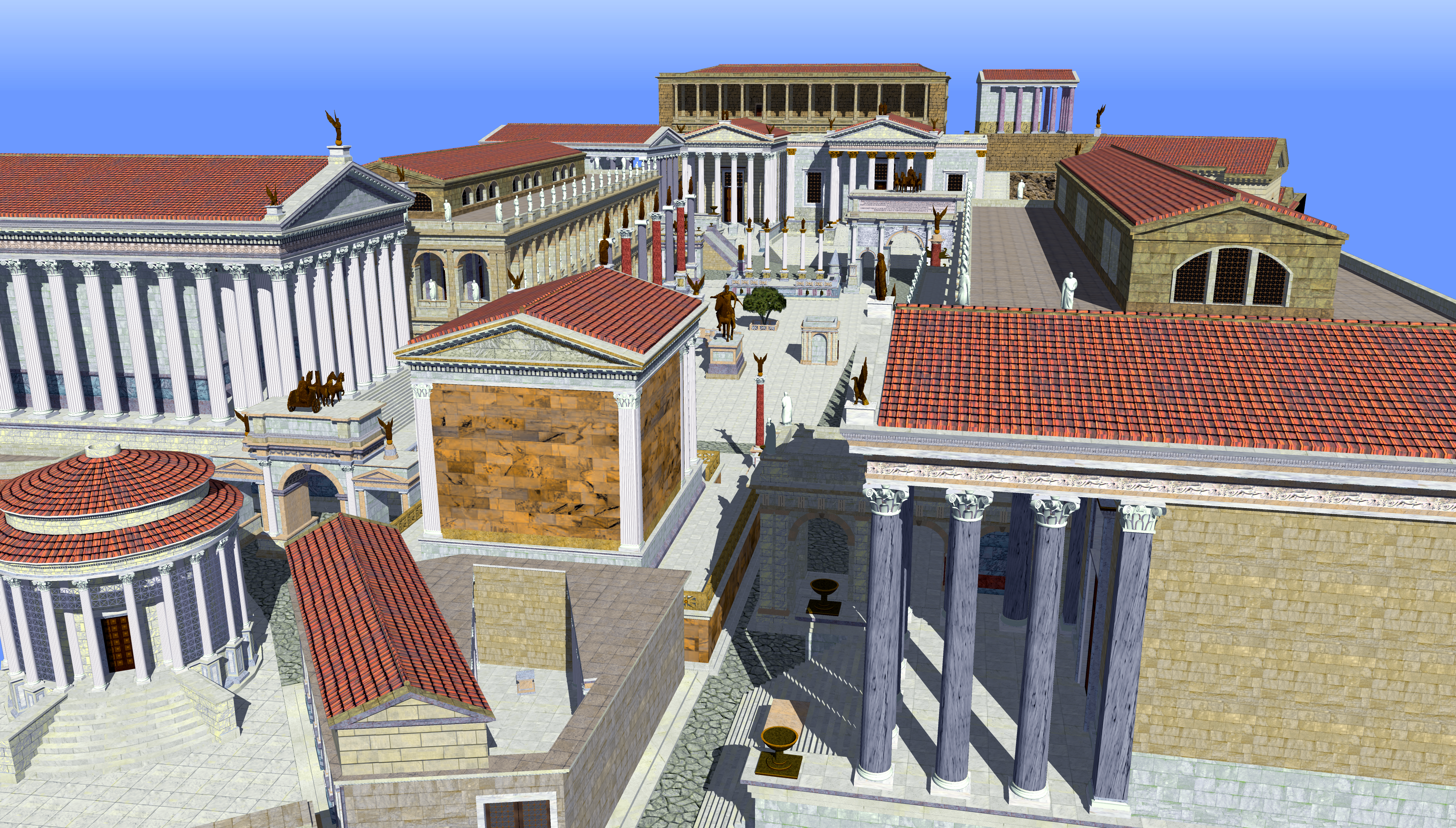
Renderización del Foro Romano como se cree que se presentaba durante la época imperial tardía.

Tras la muerte de Julio César y la posterior guerra civil, Augusto terminó la obra de su tío abuelo, confiriéndole al Foro su forma definitiva. Esto incluyó la construcción en el extremo sureste de la plaza del Templo de César y el Arco de Augusto (ambos en el 29 a. C.). El Templo de César se encontraba entre la ubicación de la pira funeraria de César y la Regia. La situación del templo y la reconstrucción de las estructuras adyacentes resultaron en una mayor organización, similar a la del Foro de César. El Foro también fue testigo del asesinato de un emperador romano en el 69 d. C.: Galba había salido del palacio para encontrarse con los rebeldes, pero era tan débil que tenía que ser llevado en una litera. Inmediatamente fue recibido por una tropa de la caballería de su rival Otón cerca del Lacus Curtius en el Foro, donde fue asesinado.
Durante estos tiempos, al inicio de la época imperial, muchas actividades económicas y judiciales se trasladaron del Foro a estructuras más grandes y extravagantes al norte. Tras la construcción del Foro de Trajano (110 d. C.), estas actividades se trasladaron a la Basílica Ulpia.

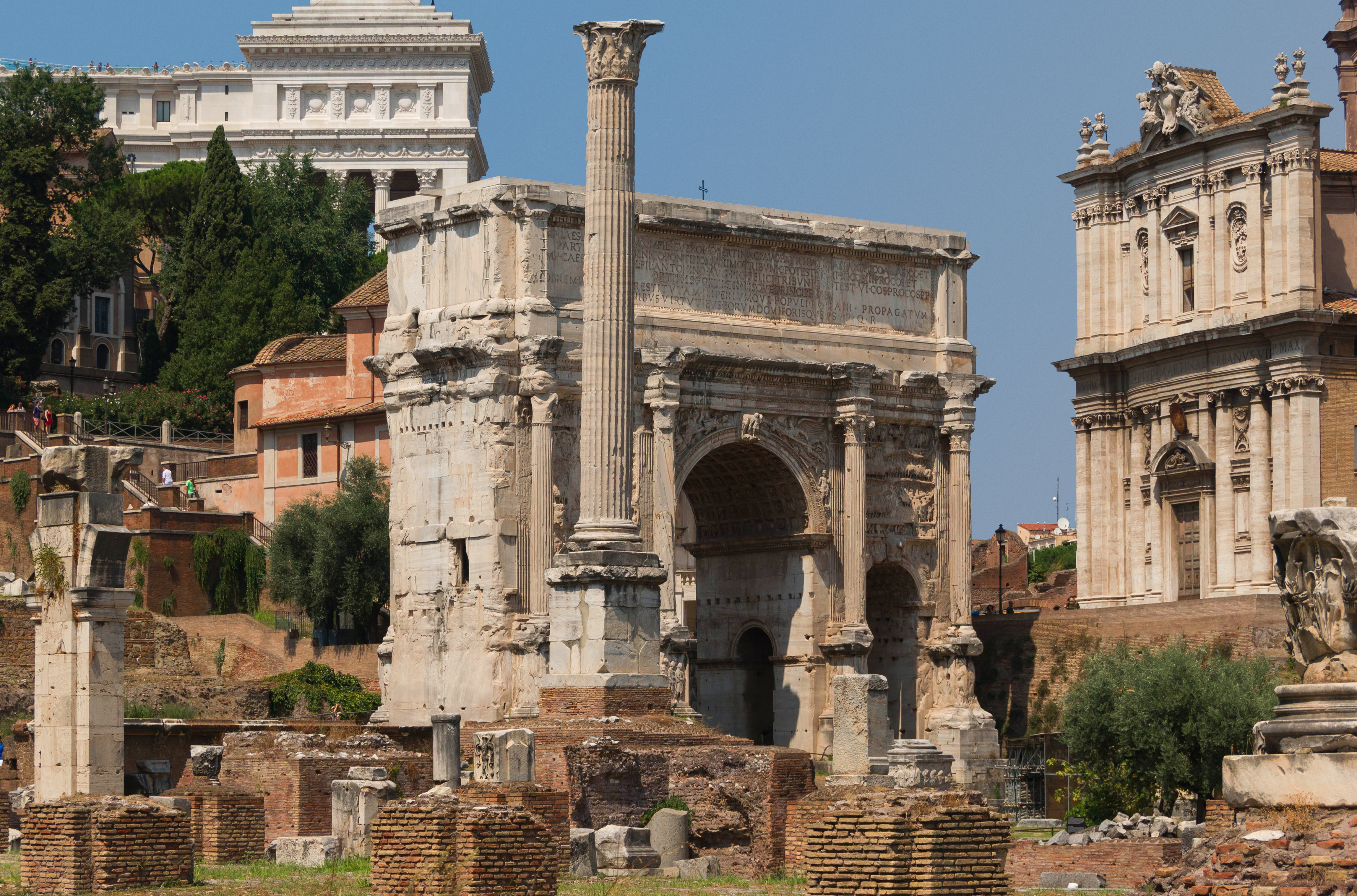
El Arco de Septimio Severo.

El Arco de Septimio Severo, de mármol blanco, fue añadido en el extremo noroeste del Foro, cerca del pie de la colina Capitolina y junto al antiguo Comitium, que estaba desapareciendo. Fue inaugurado en el 203 d. C. para conmemorar las victorias párticas del emperador Septimio Severo y sus dos hijos contra Pescenio Níger y es uno de los monumentos más visibles en la actualidad. El arco cerraba la zona central del Foro y, junto con el Arco de Augusto, que también fue construido tras una victoria romana ante los partos, son los dos únicos arcos de triunfo del Foro. El emperador Diocleciano (r. 284–305) fue el último de los grandes constructores de infraestructura de la ciudad de Roma y no olvidó al Foro en su programa. En la época de su reinado, estaba muy abarrotado con monumentos honoríficos. Lo reformó y reorganizó, reconstruyendo el Templo de Saturno, el Templo de Vesta y la Curia Julia. Este último es el edificio tetrárquico mejor conservado de Roma. También reconstruyó la rostra en los dos extremos del Foro y añadió columnas.
Durante el reinado de Constantino el Grande se construyó la última ampliación importante del complejo del Foro, la Basílica de Majencio (312 d. C.). Esto hizo que el centro político de Roma volviera al Foro hasta la caída del Imperio romano de Occidente, que se produjo casi dos siglos más tarde.

### Edad Media

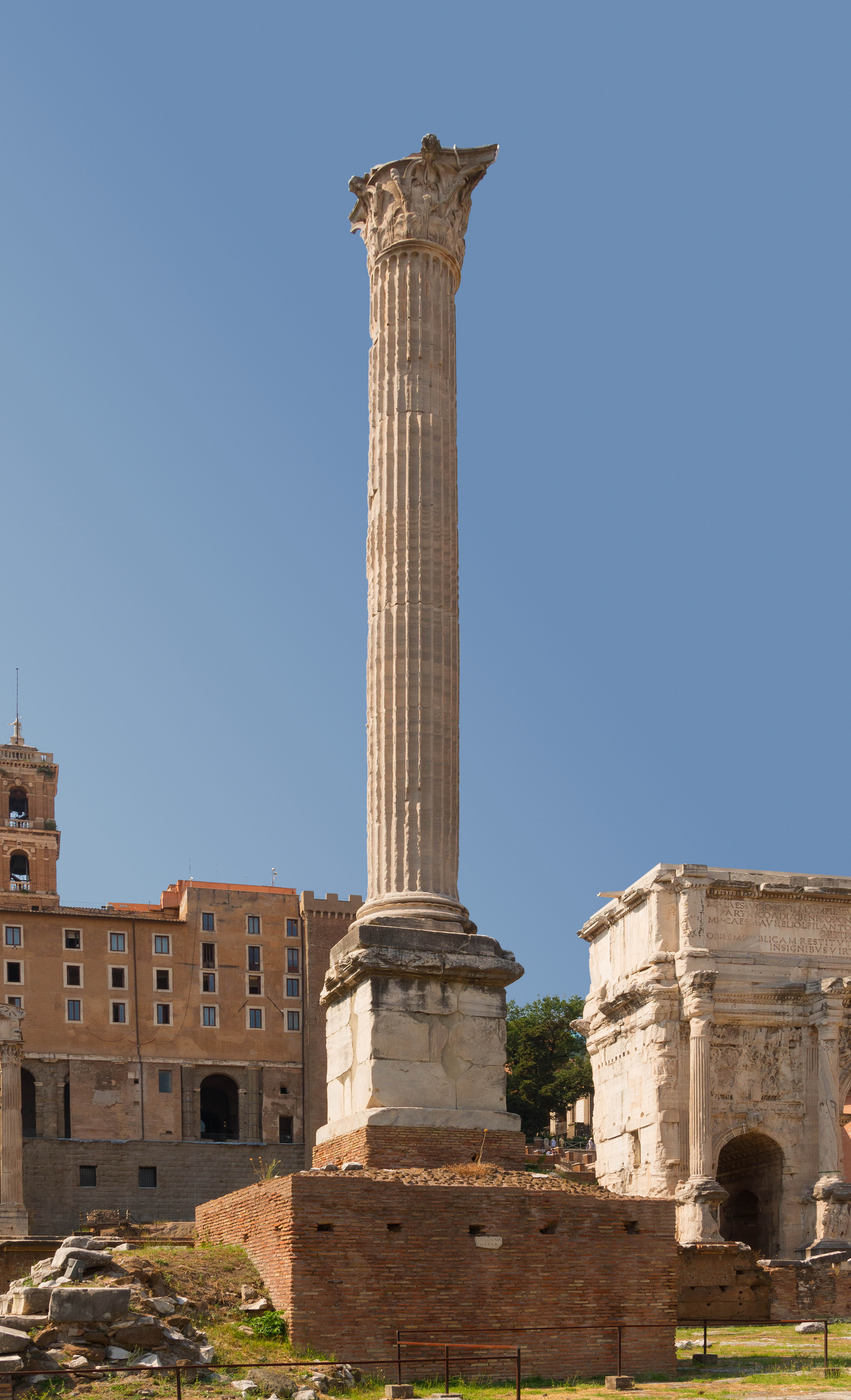
La Columna de Focas.

Tras la caída del Imperio romano de Occidente y las posteriores guerras góticas entre el Imperio bizantino o romano de Oriente y los ostrogodos por Italia, gran parte de la ciudad de Roma quedó en ruinas, debido a la hambruna, la guerra y la falta de autoridad. La población de Roma se redujo de cientos de miles a decenas de miles de habitantes, mientras las zonas pobladas se contrajeron hacia el río, abandonando en gran medida el Foro. Se hicieron grandes esfuerzos por mantener el Foro —y las estructuras del Palatino— intacto, no sin cierto éxito. En el siglo vi, algunos de los antiguos edificios del Foro empezaron a ser transformados en iglesias cristianas. El 1 de agosto de 608, la Columna de Focas, una columna conmemorativa que se cree que fue realizada en el siglo ii, fue erigida delante de la rostra y se dedicó en honor al emperador bizantino Focas. Esta resultaría ser la última adición monumental realizada en el Foro. El emperador Constante II, que visitó la ciudad en el 663 d. C., quitó los techos de plomo de los edificios monumentales, exponiendo las estructuras a las inclemencias meteorológicas y acelerando su deterioro. En el siglo viii, todo el espacio estaba rodeado por iglesias cristianas, que ocupaban el lugar de los templos abandonados y en ruinas.
El anónimo Itinerario de Einsiedeln del siglo viii nos informa de que el Foro ya estaba desmoronándose en esa época. Durante la Edad Media, aunque el recuerdo del Forum Romanum persistió, sus monumentos estuvieron en su mayor parte enterrados bajo escombros y su ubicación fue designada como Campo Vaccino o «campo de ganado», situado entre la colina Capitolina y el Coliseo.
A partir del siglo viii, las estructuras del Foro fueron desmanteladas y reorganizadas, y se usaron para construir torres y castillos en la zona. En el siglo xiii, estas nuevas estructuras fueron demolidas y el lugar se convirtió en un vertedero. Esto, junto con los escombros de los edificios medievales y las estructuras antiguas, contribuyó al aumento del nivel del suelo.
El regreso del papa Urbano V de Aviñón en 1367 hizo que aumentara el interés por los monumentos antiguos, en parte por su lección moral y en parte como cantera para los nuevos edificios que se estaban construyendo en Roma después de un largo periodo de tiempo.

### Renacimiento
El Foro Romano sufrió algunas de sus peores depredaciones durante el Renacimiento italiano, particularmente en la década de 1540, cuando el papa Paulo III lo explotó intensivamente para extraer material para construir la nueva basílica de San Pedro. Solo unos pocos años antes, en 1536, el emperador del Sacro Imperio Romano Germánico Carlos V celebró un triunfo en Roma a su regreso de conquistar Túnez. Para preparar el Foro para la procesión, que pretendía imitar la pompa de los antiguos triunfos romanos, las autoridades papales emprendieron radicales demoliciones de las numerosas estructuras medievales del lugar, para sacar a la luz y exponer mejor los monumentos antiguos. Esto conllevó la demolición de unas doscientas casas y varias iglesias, la excavación de una nueva Vía Sacra que pasara bajo los arcos de Tito y de Septimio Severo, y la excavación de los monumentos más prominentes para sacar a la luz sus cimientos.
En 1425, el papa Martín V emitió una bula papal inaugurando una campaña de mejora cívica y reconstrucción en la ciudad, que estaba despoblada y dominada por las ruinas. Como consecuencia, la demanda de materiales de construcción se incrementó significativamente, haciendo que el Foro resultara una conveniente cantera para obtener piedra y mármol. En el siglo xii, cuando se formó el gobierno cívico de Roma, la responsabilidad de proteger las ruinas del Foro había pasado a los maestri di strade bajo la autoridad de los conservadores, los magistrados superiores de Roma. Históricamente, los maestri y los conservadores se veían a ellos mismos como los guardianes del legado antiguo de Roma y protegían celosamente las ruinas del Foro de una mayor destrucción, pero en el siglo xv el papado invadió gradualmente estas competencias. La bula de 1425 reforzó los poderes de los maestri para proteger las ruinas, pero al conferirles autoridad papal el Vaticano esencialmente los puso bajo su mando, lejos de la independencia de los conservadores.
En el siglo xv, el Vaticano aumentó la emisión de licencias de excavación, que daban amplios permisos para extraer piedra de minas o estructuras específicas. En 1452, la capacidad de los maestri de emitir sus propias licencias de excavación fue revocada por una bula del papa Nicolás V, que hizo que el Vaticano asumiera dicha competencia. A partir de entonces, en Roma solo dos autoridades tenían el poder para emitir estas licencias: el Vaticano y los conservadores. Esta autoridad dual y superpuesta fue reconocida en 1462 por una bula del papa Pío II.
En este contexto de disputas sobre la jurisdicción, las ruinas del foro fueron explotadas y despojadas cada vez más. En 1426, una licencia papal autorizó la destrucción de los cimientos de una estructura llamada Templum Canapare para quemarlos y convertirlos en cal, siempre que la mitad de la piedra extraída fuera compartida con la Cámara Apostólica (el Tesoro papal). Esta estructura fue identificada por Rodolfo Lanciani como la Basílica Julia, pero el nombre se podía haber aplicado a cualquier estructura situada en la sección occidental del Foro, llamada a menudo Canapare o Cannapara. Entre 1431 y 1462, el enorme muro de travertino que estaba entre la Casa del Senado y el Foro de César, junto al Foro Romano, fue derribado por una concesión del papa Eugenio IV, a lo que siguieron las demoliciones del Templum Sacrae Urbis (1461–1462), el Templo de Venus y Roma (1450) y la Casa de las Vestales (1499), todas ellas con licencia papal. La peor destrucción en el Foro se produjo durante el papado de Paulo III, quien en 1540 revocó las licencias de excavación previas y lo puso bajo el control exclusivo de los diputados de la Fábrica de la nueva basílica de San Pedro, que explotaron el lugar para obtener piedra y mármol. Entre los monumentos que cayeron víctimas del desmantelamiento y la posterior quema de sus materiales para obtener cal se encontraban los restos del Arco de Augusto, el Templo de César, partes del Templo de Antonino y Faustina, el Templo de Vesta, las escaleras y los cimientos del Templo de Cástor y Pólux y la Regia. Los conservadores protestaron vehementemente contra el arruinamiento de su patrimonio, como ellos lo percibían, y en una ocasión solicitaron infructuosamente al papa Gregorio XIII (1572–1585) que revocara todas las licencias para extraer materiales, incluida la otorgada a la Fábrica de San Pedro en el Foro.

### Excavación y conservación

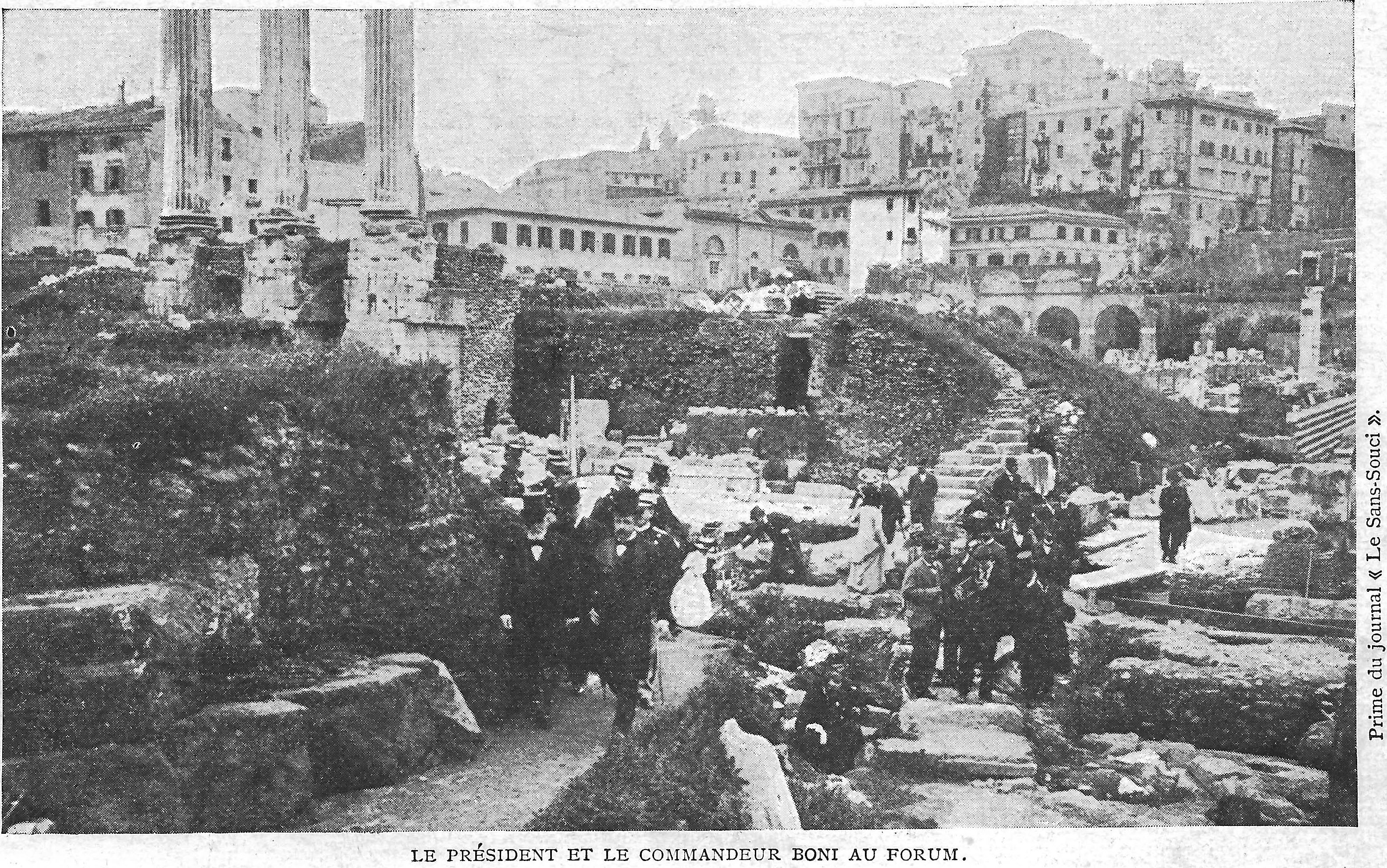
El presidente de Francia Émile Loubet junto a Giacomo Boni en el Foro en 1904, durante una visita oficial a Roma.

La excavación por parte de Carlo Fea, quien empezó limpiando los escombros del Arco de Septimio Severo en 1803, supuso el inicio de la limpieza del Foro. Las excavaciones fueron iniciadas oficialmente en 1898 por el Gobierno italiano bajo el ministro de Instrucción Pública, el Dr. Baccelli. Las intervenciones de 1898 tenían tres objetivos principales: devolver los fragmentos de columnas, bases y cornisas a sus ubicaciones originales; alcanzar el nivel más bajo posible del Foro sin dañar las estructuras existentes; e identificar las estructuras que ya habían sido excavadas parcialmente, junto con la Casa del Senado y la Basílica Emilia. Estas excavaciones, financiadas por el Estado, fueron dirigidas por Giacomo Boni hasta su muerte en 1925, deteniéndose brevemente durante la Primera Guerra Mundial.
En 2008, las intensas lluvias provocaron daños estructurales en la moderna cubierta de hormigón de la Lapis Niger («piedra negra»). Las excavaciones en el Foro continúan en la actualidad, y los descubrimientos de los arqueólogos que trabajan en él desde 2009 los han llevado a cuestionarse la edad exacta de Roma. Uno de estos descubrimientos recientes es un muro de toba cerca de la Lapis Niger usado para canalizar el agua de los acuíferos cercanos. Los restos de cerámica y de comida alrededor del muro permitieron a los arqueólogos datar su construcción en el siglo viii o ix a. C., más de un siglo antes de la fecha tradicional de la fundación de Roma.
En 2020, arqueólogos italianos descubrieron un sarcófago y un altar circular que datan del siglo vi a. C. Los expertos no están de acuerdo sobre si es una tumba conmemorativa dedicada al fundador legendario de Roma, Rómulo.

### Templo de Saturno

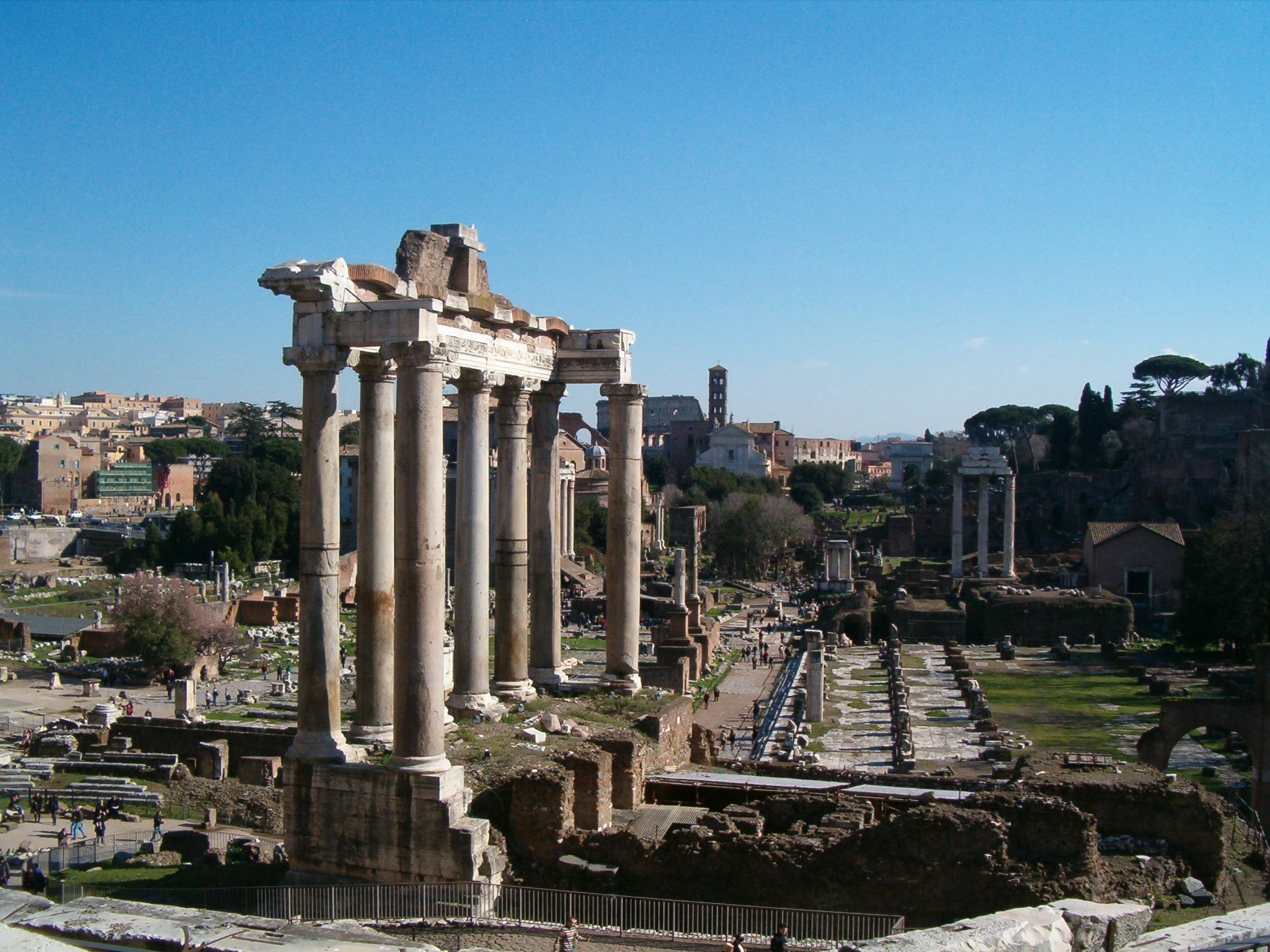
El Templo de Saturno.

El Templo de Saturno era uno de los edificios más significativos situados en el Foro Romano. Se sabe poco sobre cuándo se construyó, ya que se cree que el templo original fue incendiado por los galos a principios del siglo iv. Sin embargo, fue reconstruido por Lucio Munacio Planco en el 42 a. C. Las ocho columnas que se conservan es todo lo que queda del ilustre templo. Aunque su fecha exacta de finalización no es conocida, es uno de los edificios más antiguos del Foro. Originalmente, el templo iba a estar dedicado al dios Júpiter, pero posteriormente fue sustituido por Saturno; los historiadores no están seguros de por qué. El edificio no se usaba solo para la práctica religiosa, sino que también funcionaba como un banco para la sociedad romana.
El templo se encontraba en el Foro, junto con otros tres templos: el Templo de la Concordia, el Templo de Vesta y el Templo de Cástor y Pólux. Se realizaban sacrificios animales y rituales delante de cada uno de ellos, con la intención de proporcionar buena fortuna a aquellos que entraban y usaban el templo. Dado que el Templo de Saturno también funcionaba como un banco y Saturno era el dios de la edad de oro, se hacían sacrificios delante de él con la esperanza de obtener éxito financiero. Dentro del templo, había numerosas bóvedas para el público y bóvedas privadas para particulares. También había secciones del templo destinadas a los discursos públicos y las fiestas que a menudo seguían a los sacrificios.

## En el arte

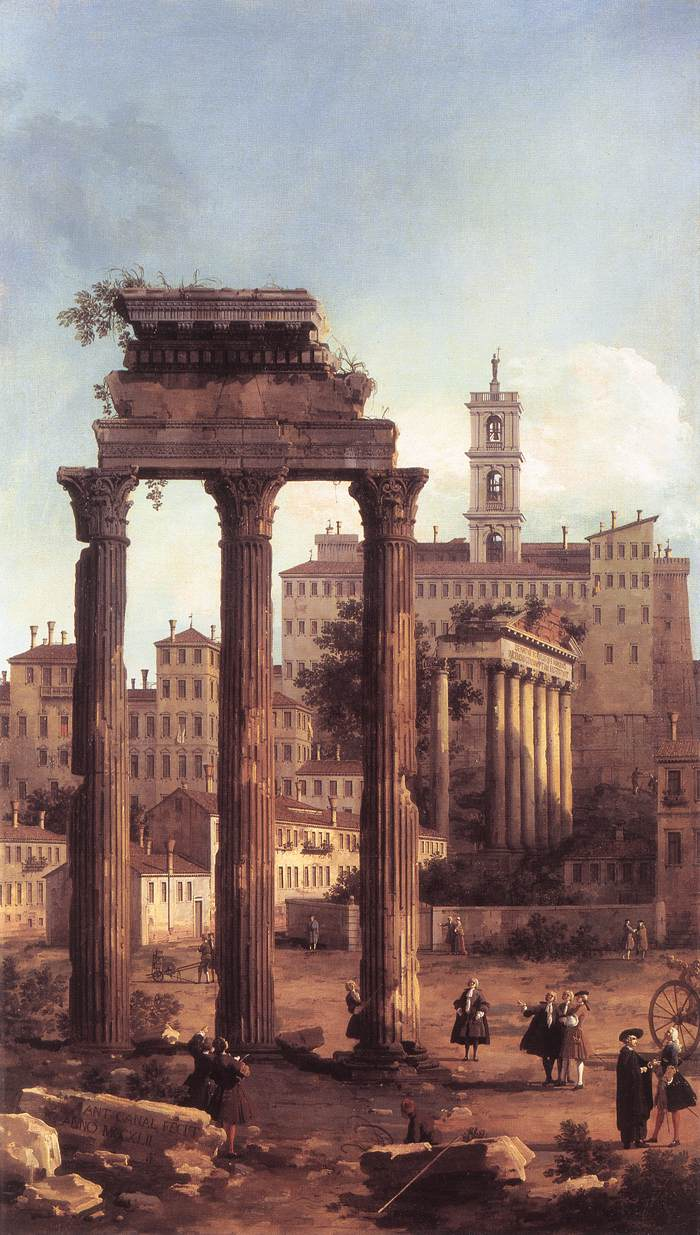
Roma: Ruinas del Foro mirando hacia el Capitolio (1742) de Canaletto, mostrando los restos del Templo de Cástor y Pólux.

Desde el siglo xvii hasta el xix, el Foro Romano fue dibujado por muchos artistas y arquitectos que estudiaban en Roma. Habitualmente, el enfoque de las obras producidas por estos artistas del norte estaba en el estado actual del Foro Romano, conocido localmente como el Campo Vaccino («campo de vacas») debido a que el ganado pastaba en esta sección en gran medida ignorada de la ciudad. El cuadro El Campo Vaccino (1636) de Claudio de Lorena muestra el grado en que los edificios del Foro estaban enterrados bajo sedimentos. El célebre artista británico J. M. W. Turner pintó Roma moderna – Campo Vaccino en 1839, después de su último viaje a la ciudad.
El Foro Romano ha sido una fuente de inspiración para los artistas visuales durante siglos. Especialmente notable es el caso de Giovanni Battista Piranesi, quien creó un conjunto de 135 grabados, las Vedute di Roma («Vistas de Roma»), en las cuales el Foro figura significativamente. Entre otros artistas célebres que han representado el Foro se encuentran Canaletto, Maarten van Heemskerck, Pirro Ligorio, Giovanni Pannini y Hubert Robert.

## Otros foros de Roma
Existían otros foros en otras zonas de la ciudad; todavía se conservan restos de la mayoría de ellos, a veces sustanciales. Los más importantes son varios grandes foros imperiales que forman un complejo junto con el Foro Romano: el Foro de César, el Foro de Augusto, el Foro de Nerva y el Foro de Trajano. Los urbanistas de la época de Mussolini eliminaron la mayor parte de los estratos medievales y barrocos y construyeron la Via dei Fori Imperiali entre estos foros y el Foro Romano. También están:
- El Foro Boario, dedicado al comercio de ganado vacuno, entre el monte Palatino y el río Tíber;
- el Foro Holitorio, dedicado al comercio de hierbas y verduras, entre la colina Capitolina y las murallas servianas;
- el Forum Piscarium, dedicado al comercio de pescado, entre la colina Capitolina y el Tíber, en la zona ocupada por el actual gueto de Roma;
- el Forum Suarium, dedicado al comercio de cerdo, cerca de los cuarteles de las cohortes urbanas en la parte norte del Campo de Marte; y
- el Forum Vinarium, dedicado al comercio de vino, en el actual rione Testaccio, entre el monte Aventino y el Tíber.

Se sabe de la existencia de otros mercados, pero no son identificables debido a la falta de información precisa sobre el uso de cada lugar.